# Щетины (Сумская область)
Щетины (укр. Щетини) — село,
Бишкинский сельский совет,
Лебединский район,
Сумская область,
Украина.
Население по переписи 2001 года составляло 13 человек.

## Географическое положение
Село Щетины находится на правом берегу реки Ревки,
выше по течению на расстоянии в 2 км расположено село Сытники,
ниже по течению на расстоянии в 0,5 км расположено село Ревки,
на противоположном берегу — село Караван.
К селу примыкает лесной массив (дуб, сосна).